# エル・クラン
エル・クラン (スペイン語: El Clan)は、2015年のアルゼンチン映画。監督はパブロ・トラペロ。プロデューサーのひとりにペドロ・アルモドバルがいる。スペイン語の「El clan」とは「一族」を意味する。この作品は実話に基づいた犯罪映画であり、1980年代初頭に4人を誘拐した末に3人を殺害したプッチオ家を題材としている。
第72回ヴェネツィア国際映画祭に正式出品され、トラペロ監督が銀獅子賞（監督賞）を受賞した。アルゼンチン代表作品として第88回アカデミー賞外国語映画賞に出品されたが、ノミネートはされていない。

## キャスト
- ギレルモ・フランチェラ（アルキメデス・プッチオ役）
- ペテル・ランサーニ（英語版）（アレックス・プッチオ役）
- リリー・ポポヴィッチ（エピファニア・プッチオ役）
- ガストン・コチアラーレ（マギーラ・プッチオ役）
- ヒセリェ・モッタ（シルビア・プッチオ役）
- フランコ・マシーニ（スペイン語版）（ギジェルモ・プッチオ役）
- アントニア・ベンゴエチェア（アドリアーナ・プッチオ役）
- ステファニア・コエッスル（モニカ役）
- フェルナンド・ミロー（アニバル・ゴルドン役）

## 製作

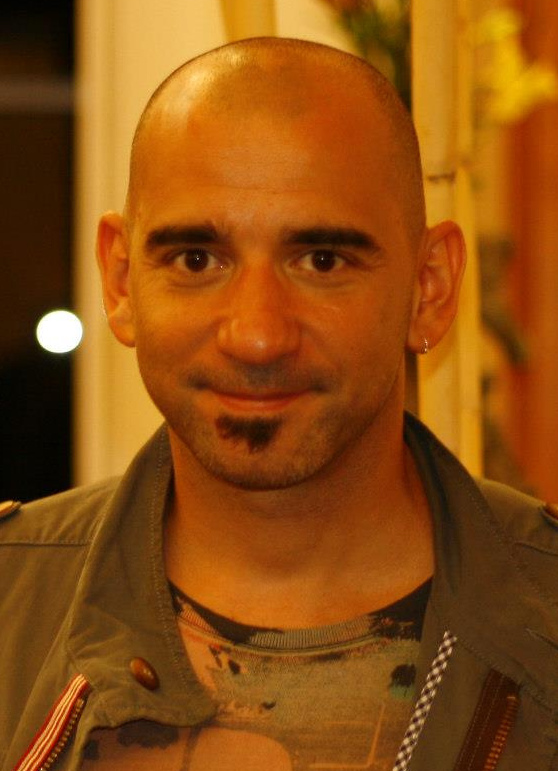
監督のパブロ・トラペロ

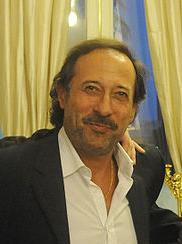
父親役のギレルモ・フランチェラ

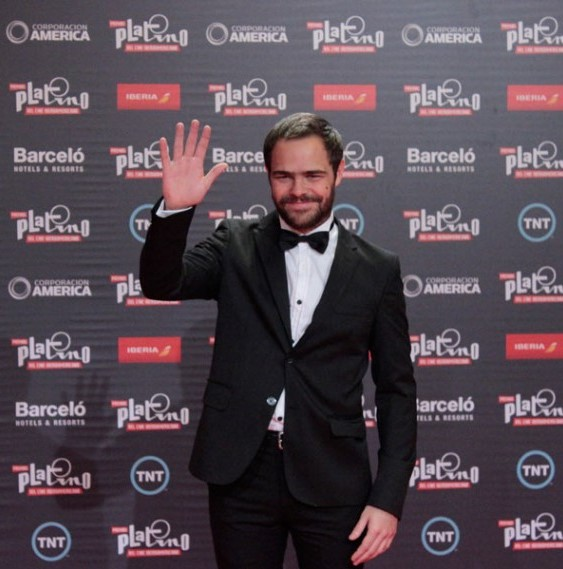
息子アレハンドロ役のペテル・ランサーニ

ブエノスアイレス大都市圏のサン・イシドロは富裕層が住む地区である。サン・イシドロに住むプッチオ家は、家主のアルキメデス、妻のエピファニア・カルボ、息子3人（アレックス、ダニエル、ギジェルモ）、娘2人（シルビア、アドリアーナ）からなる。アルキメデスを中心とするプッチオ家は、1982年以降に4人を誘拐してその中の3人を殺害した。1985年8月には警察がプッチオ家に踏み込み、家主のアルキメデスと息子のアレックスは終身刑を、息子のダニエルは数年間の実刑判決を受けた。エピファニア・カルボ、シルビア、アドリアーナは犯罪に関与していないということで無罪となった。
プッチオ家を題材とする映画の製作を考案したのはパブロ・トラペロ監督自身である。2014年末から2015年初頭にかけて撮影が行われたが、製作に時間がかかったためにカンヌ国際映画祭に出品する機会を逃した。
プッチオ家の犯罪の犠牲者の親族であるギジェルモ・マノウキアンとロヘリア・ポッシは、早い段階からトラペロがこの映画を撮影する意図について知っていた。彼らはこの映画がシリアスな映画であることを前提に協力し、この事件に関する情報を提供するなどした。

## 公開
2015年8月13日にアルゼンチンで公開され、概して肯定的に評価されている。最初の木曜日から日曜日には505,000枚のチケットが売られ、興行収入は3,200万ペソに上った。この4日間に映画館に足を運んだ人の53%が本作の観客であり、4日間における本作の観客数は2位の『テッド2』の7倍にも及んだ。2014年の『人生スイッチ』がアルゼンチンのオープニング記録を保持していたが、本作はこのオープニング記録を塗り替えた。BBCによると、公開から最初の2週間に150万人が本作を鑑賞した。2015年9月にはヴェネツィア国際映画祭とトロント国際映画祭で上映された。2016年9月17日にはシネマカリテや恵比寿ガーデンシネマなど一般劇場公開が開始され、日本ではミニシアターやシネコンなど約25館で公開された。

## 連続ドラマ
プッチオ家を題材とする連続ドラマ『エル・クラン ある家族の秘密』がルイス・オルテガ監督によって撮影され、アルキメデス・プッチオにはアレハンドロ・アワダが配役された。このテレビドラマは全11話で、2015年9月9日から放送された。

## 受賞とノミネート
第72回ヴェネツィア国際映画祭に正式出品され、トラペロ監督が銀獅子賞（監督賞）を受賞した。アルゼンチン代表作品として第88回アカデミー賞外国語映画賞に出品されたが、ノミネートはされていない。アルゼンチン映画芸術科学アカデミー(AACCA)が主催するスール賞では、作品賞や監督賞を含む12部門にノミネートされ、新人男優賞など5部門で受賞した。スペインのゴヤ賞ではイベロアメリカ作品賞を受賞した。アルゼンチン映画批評家協会が主催する銀のコンドル賞では、作品賞や監督賞を含む10部門にノミネートされている。

### 映画賞
| 映画賞         | 日付            | 部門                       | 対象者                                            | 結果       | 脚注   |
| -------------- | --------------- | -------------------------- | ------------------------------------------------- | ---------- | ------ |
| 銀のコンドル賞 | 2016年          | 作品賞                     | 作品賞                                            | 未決定     | [ 15 ] |
| 銀のコンドル賞 | 2016年          | 監督賞                     | パブロ・トラペロ                                  | 未決定     | [ 15 ] |
| 銀のコンドル賞 | 2016年          | 男優賞                     | ギレルモ・フランチェラ                            | 未決定     | [ 15 ] |
| 銀のコンドル賞 | 2016年          | 新人賞                     | ペテル・ランサーニ                                | 未決定     | [ 15 ] |
| 銀のコンドル賞 | 2016年          | 撮影賞                     | フリアン・アペステギア                            | 未決定     | [ 15 ] |
| 銀のコンドル賞 | 2016年          | 編集賞                     | パブロ・トラペロ アレハンドロ・カリーリョ・ペノビ | 未決定     | [ 15 ] |
| 銀のコンドル賞 | 2016年          | 美術賞                     | セバスティアン・オルガンビデ                      | 未決定     | [ 15 ] |
| 銀のコンドル賞 | 2016年          | 衣装デザイン賞             | フリオ・スアレス                                  | 未決定     | [ 15 ] |
| 銀のコンドル賞 | 2016年          | メイキャップ・ヘアメイク賞 | アラセリ・ファラセ                                | 未決定     | [ 15 ] |
| 銀のコンドル賞 | 2016年          | 音響賞                     | レアンドロ・ロレード ビセンテ・デリア             | 未決定     | [ 15 ] |
| ゴヤ賞         | 2016年 2月6日   | イベロアメリカ作品賞       | イベロアメリカ作品賞                              | 受賞       | [ 14 ] |
| スール賞       | 2015年 11月24日 | 作品賞                     | 作品賞                                            | ノミネート | [ 13 ] |
| スール賞       | 2015年 11月24日 | 監督賞                     | パブロ・トラペロ                                  | ノミネート | [ 13 ] |
| スール賞       | 2015年 11月24日 | 主演男優賞                 | ギレルモ・フランチェラ                            | ノミネート | [ 13 ] |
| スール賞       | 2015年 11月24日 | 主演男優賞                 | ペテル・ランサーニ                                | ノミネート | [ 13 ] |
| スール賞       | 2015年 11月24日 | 助演女優賞                 | リリー・ポポヴィッチ                              | ノミネート | [ 13 ] |
| スール賞       | 2015年 11月24日 | 新人男優賞                 | ペテル・ランサーニ                                | 受賞       | [ 13 ] |
| スール賞       | 2015年 11月24日 | オリジナル脚本賞           | パブロ・トラペロ                                  | ノミネート | [ 13 ] |
| スール賞       | 2015年 11月24日 | 撮影賞                     | フリアン・アペステギア                            | 受賞       | [ 13 ] |
| スール賞       | 2015年 11月24日 | 美術賞                     | セバスティアン・オルガンビデ                      | 受賞       | [ 13 ] |
| スール賞       | 2015年 11月24日 | 衣装デザイン賞             | フリオ・スアレス                                  | 受賞       | [ 13 ] |
| スール賞       | 2015年 11月24日 | 音響賞                     | ビセンテ・デリア                                  | 受賞       | [ 13 ] |
| スール賞       | 2015年 11月24日 | メイキャップ・ヘアメイク賞 | アラセリ・ファラセ                                | ノミネート | [ 13 ] |

### 映画祭
| 映画祭                         | 日付       | 部門                 | 結果         | 脚注   |
| ------------------------------ | ---------- | -------------------- | ------------ | ------ |
| ヴェネツィア国際映画祭         | 2015年9月  | 金獅子賞             | ノミネート   | [ 16 ] |
| ヴェネツィア国際映画祭         | 2015年9月  | 銀獅子賞             | 受賞         | [ 16 ] |
| トロント国際映画祭             | 2015年9月  | プラットフォーム部門 | 特別な視点賞 | [ 17 ] |
| サン・セバスティアン国際映画祭 | 2015年9月  | 真珠部門             | ノミネート   | [ 18 ] |
| Festival de Fine Arts          | 2015年10月 | 作品賞               | 受賞         | [ 19 ] |
| Festival de Fine Arts          | 2015年10月 | 監督賞               | 受賞         | [ 19 ] |
| Festival de Fine Arts          | 2015年10月 | 男優賞               | 受賞         | [ 19 ] |
| マイアミ国際映画祭             | 2015年10月 | 特別な視点賞         | 受賞         | [ 20 ] |